# العلاقات الجزائرية الكازاخستانية
العلاقات الجزائرية الكازاخستانية هي العلاقات الثنائية التي تجمع بين الجزائر وكازاخستان.

## مقارنة بين البلدين
هذه مقارنة عامة ومرجعية للدولتين:
| وجه المقارنة                                              | الجزائر                      | كازاخستان                      |
| --------------------------------------------------------- | ---------------------------- | ------------------------------ |
| المساحة (كم2)                                             | 2.38 مليون                   | 2.72 مليون                     |
| عدد السكان (نسمة)                                         | 38.81 مليون                  | 17.95 مليون                    |
| الكثافة السكانية (ن./كم²)                                 | 16.31                        | 6.6                            |
| العاصمة                                                   | الجزائر                      | نور سلطان                      |
| اللغة الرسمية                                             | اللغة العربية، لغات أمازيغية | اللغة القازاقية، اللغة الروسية |
| العملة                                                    | دينار جزائري                 | تينغ كازاخستاني                |
| الناتج المحلي الإجمالي (بليون دولار)                      | 170.37 مليار                 | 159.41 مليار                   |
| الناتج المحلي الإجمالي (تعادل القوة الشرائية) بليون دولار | 582.63 مليار                 | 439.39 مليار                   |
| الناتج المحلي الإجمالي الاسمي للفرد دولار أمريكي          | 4.21 ألف                     | 10.51 ألف                      |
| الناتج المحلي الإجمالي للفرد دولار أمريكي                 | 14.19 ألف                    | 24.23 ألف                      |
| مؤشر التنمية البشرية                                      | 0.745                        | 0.788                          |
| رمز المكالمات الدولي                                      | +213                         | +7                             |
| رمز الإنترنت                                              | .dz                          | .kz، .қаз ‏                     |
| المنطقة الزمنية                                           | ت ع م+01:00                  | ت ع م+05:00، ت ع م+06:00       |

## منظمات دولية مشتركة
يشترك البلدان في عضوية مجموعة من المنظمات الدولية، منها:
| علم المنظمة | اسم المنظمة                               | تاريخ انضمام الجزائر | تاريخ انضمام كازاخستان |
| ----------- | ----------------------------------------- | -------------------- | ---------------------- |
|             | منظمة التعاون الإسلامي                    | ?                    | ?                      |
|             | الاتحاد البريدي العالمي                   | ?                    | ?                      |
|             | يونسكو                                    | 15 أكتوبر 1962       | 22 مايو 1992           |
|             | البنك الدولي للإنشاء والتعمير             | 26 سبتمبر 1963       | 23 يوليو 1992          |
|             | وكالة ضمان الاستثمار متعدد الأطراف        | 4 يونيو 1996         | 12 أغسطس 1993          |
|             | الاتحاد الدولي للاتصالات                  | 3 مايو 1963          | 23 فبراير 1993         |
|             | منظمة الشرطة الجنائية الدولية             | ?                    | ?                      |
|             | مؤسسة التمويل الدولية                     | 23 سبتمبر 1990       | 30 سبتمبر 1993         |
|             | الأمم المتحدة                             | 8 أكتوبر 1962        | 2 مارس 1992            |
|             | مؤسسة التنمية الدولية                     | 26 سبتمبر 1963       | 23 يوليو 1992          |
|             | الفريق المعني برصد الأرض                  | 2005                 | ?                      |
|             | منظمة حظر الأسلحة الكيميائية              | ?                    | ?                      |
|             | المركز الدولي لتسوية المنازعات الاستشارية | 22 مارس 1996         | 21 أكتوبر 2000         |

## وصلات خارجية
- موقع وزارة الخارجية الجزائرية
- موقع وزارة الخارجية الكازاخستانية